# 玉米赤霉烯酮
玉米赤霉烯酮（英語：Zearalenone，缩写ZEN，也称为F-2毒素）是一种霉菌毒素，可由鐮孢菌屬（学名：Fusarium）或赤霉属（学名：Gibberella）的真菌代谢产生。